# نظارت بر شرایط ترانسفورماتورها
نظارت بر شرایط ترانسفورماتورها فرایند دستیابی و پردازش داده‌های مربوط به پارامترهای مختلف از شرایط ترانسفورماتور است تا با سنجش این پارامترها از خرابی ترانسفورماتور جلوگیری شود. این امر با مشاهده و مقایسه اختلاف پارامترهای گرفته شده از ترانسفورماتور با مقادیر مورد انتظار آنها انجام می‌شود. ترانسفورماتورها جزء گرانترین اجزای سیستم انتقال و توزیع برق هستند. خرابی ترانسفورماتور می‌تواند باعث قطع برق، خطرات فردی، محیطی یا تجدید هزینه‌های گرانقیمت خرید برق از دیگر تأمین کنندگان شود. خرابی ترانسفورماتور به دلایل مختلفی می‌تواند رخ دهد. وقفه و خرابی در ترانسفورماتور زیر بار معمولاً به دلیل شکست دی الکتریک به دلیل اتصال کوتاه، اختلالات الکتریکی، خراب شدن عایق، رعد و برق، نگهداری نامناسب، اتصالات سست، اضافه بار، خرابی لوازم جانبی از جمله تپ‌چنجر زیر بار، بوشینگ و غیره می‌تواند رخ دهد.